# La Fureur des Dieux
La Fureur des Dieux est le 27e album de la série de bande dessinée Papyrus de Lucien De Gieter. L'ouvrage est publié en 2004.

## Synopsis
Ramsès II enfant chasse le taureau en compagnie de son père Séthi Ier.